# Berthold von Buchegg
Berthold von Buchegg (auch von Bucheck; * vor 1279; † 25. November 1353 in Molsheim) war Bischof von Speyer 1328 und als Berthold II. Bischof von Straßburg von 1328 bis 1353.

## Leben

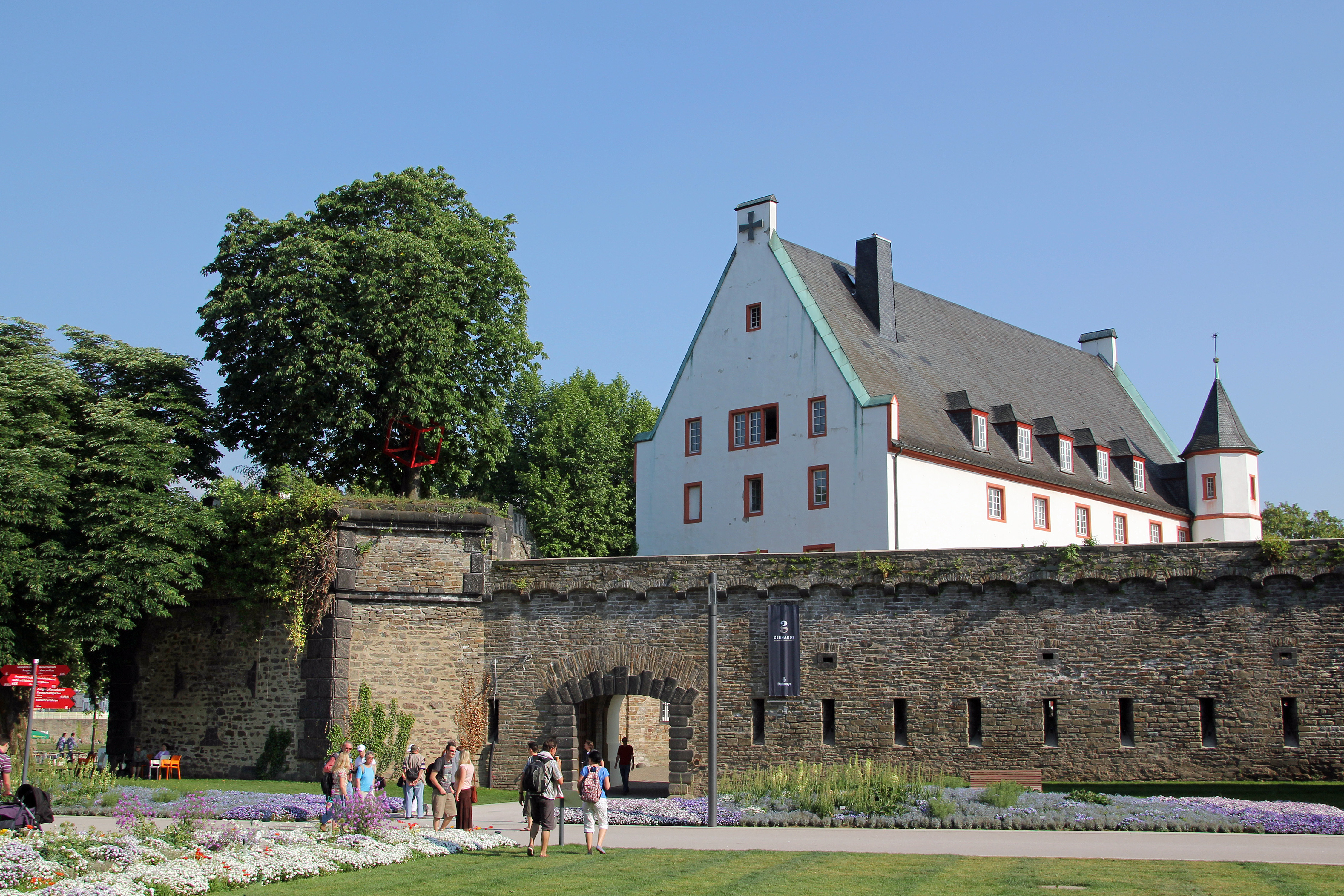
Deutschherrenhaus Koblenz

Berthold von Buchegg stammte aus dem schweizerischen Geschlecht der Grafen von Buchegg. Sein Vater war Heinrich von Buchegg, Landgraf von Burgund, und seine Mutter war Adelheid aus dem Haus der Grafen von Strassberg. Von 1305 bis 1307 war er Komtur auf Schloss Beuggen.
Nach dem Tod Emichs von Leiningen im April 1328 brach ein Streit um dessen Nachfolge im Bistum Speyer aus. Da Berthold, zu dieser Zeit Komtur des Deutschen Ordens in der Kommende in Koblenz, als Gegner Ludwigs des Bayern galt, bestimmte ihn Papst Johannes XXII. zum neuen Bischof. Trotz päpstlicher Warnung nahmen die Speyerer Domherren jedoch eigenständige Wahlen vor und entschieden sich für Walram von Veldenz als Verwandten Emichs und Unterstützer der Wittelsbacher. Selbst mit militärischen Mitteln konnte Berthold sich nicht gegen Waldram behaupten und musste ihm nur wenig später das Hochstift überlassen. Nachdem ein von Johannes XXII. initiierter Versuch, Berthold als Nachfolger seines im September 1328 verstorbenen Bruders Matthias von Buchegg zum Mainzer Erzbischof zu machen, gescheitert war, wurde er schließlich als Bischof von Straßburg eingesetzt.
Dort stellte er 1329 den Chronisten Matthias von Neuenburg als Rechtsberater ein.

## Wappen
Blasonierungen des Familienwappens der Grafen von Buchegg: In Gold pfahlweise drei rote Rosen. Als Helmzier ein wachsender Männerrumpf in Gold mit drei roten Rosen pfahlweise, roter Mütze und goldenem Stulp. Die Helmdecken sind außen Rot, innen Gold.
Das fürstbischöfliche Wappen ist üblicherweise geviert. Die Felder des Wappenschildes führen im Wechsel das Familienwappen und das Wappen des Bistums: Zweimal geteilt von Silber und Rot. In der kurzen Zeit als Bischof von Speyer führte er ein geviertetes Wappen mit dem Bistum Speyer: in Blau ein silbernes Kreuz.